# دارخان
دارخان (بالإنجليزية: Darkhan)‏ هي مدينة، تتبع محافظة درخان-وول، هي عاصمة محافظة درخان-وول، بلغ عدد سكانها 74٬300 نسمة، في 2007، رمزها البريدي هو 213800.

## المناخ
يظهر الجدول التالي التغييرات المناخية على مدار السنة لدارخان:
| البيانات المناخية لـدارخان                         | البيانات المناخية لـدارخان | البيانات المناخية لـدارخان | البيانات المناخية لـدارخان | البيانات المناخية لـدارخان | البيانات المناخية لـدارخان | البيانات المناخية لـدارخان | البيانات المناخية لـدارخان | البيانات المناخية لـدارخان | البيانات المناخية لـدارخان | البيانات المناخية لـدارخان | البيانات المناخية لـدارخان | البيانات المناخية لـدارخان | البيانات المناخية لـدارخان |
| الشهر                                              | يناير                      | فبراير                     | مارس                       | أبريل                      | مايو                       | يونيو                      | يوليو                      | أغسطس                      | سبتمبر                     | أكتوبر                     | نوفمبر                     | ديسمبر                     | المعدل السنوي              |
| -------------------------------------------------- | -------------------------- | -------------------------- | -------------------------- | -------------------------- | -------------------------- | -------------------------- | -------------------------- | -------------------------- | -------------------------- | -------------------------- | -------------------------- | -------------------------- | -------------------------- |
| متوسط درجة الحرارة الكبرى °م (°ف)                  | −18.7 (−1.7)               | −13.8 (7.2)                | −0.8 (30.6)                | 10.6 (51.1)                | 19.3 (66.7)                | 24.6 (76.3)                | 25.6 (78.1)                | 23.2 (73.8)                | 17.0 (62.6)                | 7.8 (46.0)                 | −4.6 (23.7)                | −15.2 (4.6)                | 6.3 (43.3)                 |
| المتوسط اليومي °م (°ف)                             | −24.7 (−12.5)              | −21.1 (−6.0)               | −8.3 (17.1)                | 3.2 (37.8)                 | 11.2 (52.2)                | 17.2 (63.0)                | 19.2 (66.6)                | 17.1 (62.8)                | 9.9 (49.8)                 | 0.7 (33.3)                 | −11.1 (12.0)               | −21.1 (−6.0)               | −0.6 (30.8)                |
| متوسط درجة الحرارة الصغرى °م (°ف)                  | −30.6 (−23.1)              | −28.3 (−18.9)              | −15.7 (3.7)                | −4.2 (24.4)                | 3.1 (37.6)                 | 9.9 (49.8)                 | 12.9 (55.2)                | 11.1 (52.0)                | 2.8 (37.0)                 | −6.3 (20.7)                | −17.6 (0.3)                | −27 (−17)                  | −7.5 (18.5)                |
| الهطول مم (إنش)                                    | 3 (0.1)                    | 2 (0.1)                    | 4 (0.2)                    | 8 (0.3)                    | 17 (0.7)                   | 59 (2.3)                   | 83 (3.3)                   | 75 (3.0)                   | 36 (1.4)                   | 12 (0.5)                   | 6 (0.2)                    | 4 (0.2)                    | 309 (12.3)                 |
| المصدر: http://en.climate-data.org/location/29830/ |                            |                            |                            |                            |                            |                            |                            |                            |                            |                            |                            |                            |                            |

## مدن توأم
المدن التوأم:
- زيتز.